# يوجين نيتو
يوجين نيتو (بالألمانية: Eugen Netto)‏ هو رياضياتي ألماني، ولد في 30 يونيو 1848 في هاله في ألمانيا، وتوفي في 13 مايو 1919 في غيسن في ألمانيا.